# Berecuța, Timiș
Berecuța (maghiară Berekutca) este un sat în comuna Birda din județul Timiș, Banat, România.

## Istorie
În apropierea satului se găsesc urmele șanțului roman. Satul apare menționat documentar în 1458, sub numele de Berek. În acea perioadă aparținea județului Caraș. Într-un defter otoman din 1554, este consemnat cu 8 case. În conscripția de la 1717, apare menționat cu numele de Berekuza, având 28 de case. În mai 1724 se așază aici primele familii de coloniști. La conscripția din 1743 este aminitit ca un sat populat cu români, denumit Perokusa. Populația a fost grav decimată de epidemia de holeră din 1873.

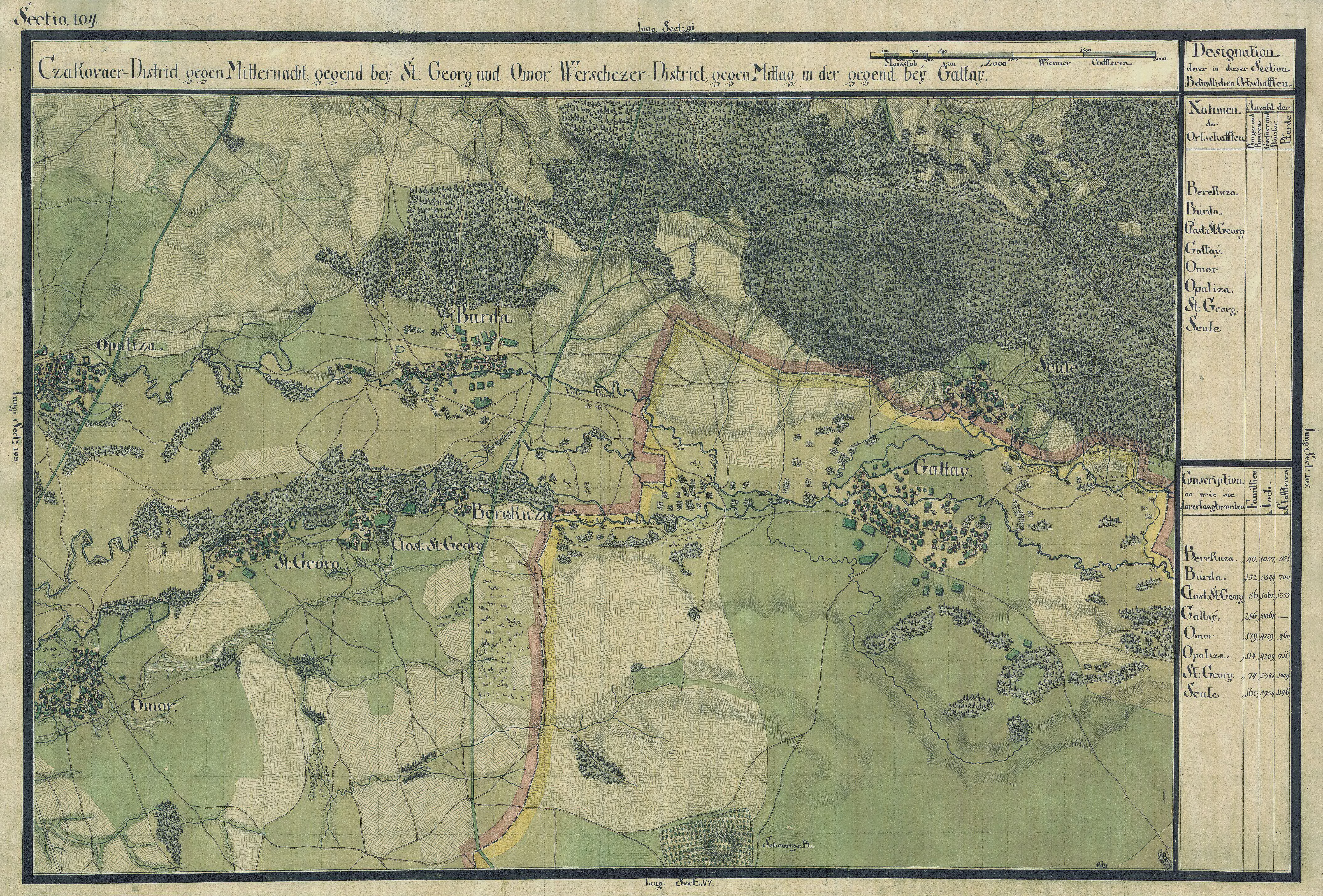
Berecuţa în Harta Iosefină a Banatului, 1769-72